# Hoàng dân hóa
Hoàng dân hóa (tiếng Trung: 皇民化; tiếng Hàn Quốc: 황민화; tiếng Nhật: 皇民化教育) là quá trình mà văn hóa Nhật Bản thống trị, đồng hóa hay ảnh hưởng lên các nền văn hóa khác nói chung.

## Thời kỳ Đế quốc

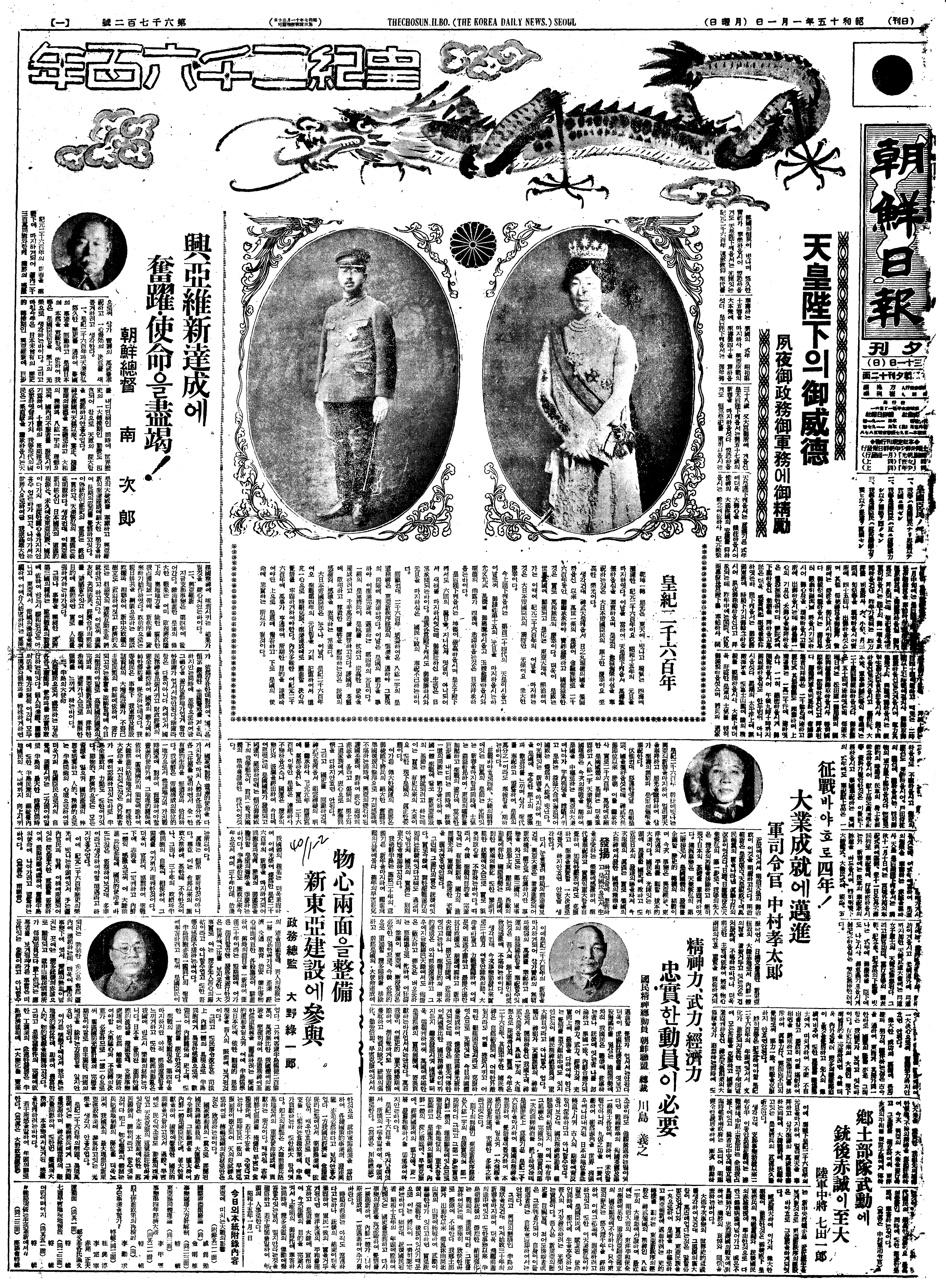
Tờ báo Triều Tiên Chosun Ilbo, ra ngày 1 tháng 1 năm 1940

Theo sau cuộc Chiến tranh thế giới lần thứ 2 và sự xâm lược bằng quân sự, quá trình Nhật hóa mang một ý nghĩa tiêu cực vì việc xâm lược quân sự và chính phủ mẫu quốc cưỡng bức đưa văn hóa Nhật Bản vào các thuộc địa.
Trong suốt thời kỳ tiền Đế quốc (trước năm 1868) thì một nền ngoại giao hòa bình đã được tiến hành trong khi Nhật Bản không mở rộng lãnh thổ nhiều vượt quá các hòn đảo của họ.

### Okinawa
Sau Cải cách Minh Trị vào năm 1868, Nhật Bản bắt đầu nối gót con đường của chủ nghĩa đế quốc và bành trướng phương Tây. Năm 1879, Nhật Bản chính thức thôn tính vương quốc Lưu Cầu, vốn là nước chư hầu của cả nhà Thanh và Đế quốc Nhật Bản.
Mặc dù nhóm ngôn ngữ Lưu Cầu thuộc về ngữ hệ Nhật Bản nhưng tiếng Nhật không thông hiểu được những người nói từ đồng nghĩa của nhóm ngôn ngữ Lưu Cầu. Chính phủ Nhật bắt đầu xúc tiến kế hoạch "chuẩn hóa" ngôn ngữ và xếp tiếng Lưu Cầu vào các ngôn ngữ địa phương. Trong trường học, tiếng Nhật "tiêu chuẩn" được khuyến khích và các bức ảnh chân dung Thiên hoàng và Hoàng hậu được đưa vào. Nhiều sĩ quan quân đội cấp cao của Nhật Bản đi thanh tra các trường học Okinawa để bảo đảm chắc chắn rằng kế hoạch Nhật hóa đang vận hành tốt trong hệ thống giáo dục. Phương pháp này ban đầu không đạt được thành công như mong đợi, một phần vì nhiều trẻ em địa phương phải chia sẻ công việc gia đình nặng nhọc, làm cản trở việc có mặt ở trường, và một phần cũng vì những người thuộc tầng lớp lãnh đạo cũ của Okinawa đã nhận được nền giáo dục theo kiểu Trung Quốc nhiều hơn và không thích học tiếng Nhật "tiêu chuẩn". Nằm trong các hình thức đồng hóa, chính phủ Nhật còn ngăn chặn một số phong tục địa phương.
Lúc đầu, những phương thức đồng hóa này đã gặp phải sự miễn cưỡng lớn hơn từ phía người bản địa. Tuy nhiên, sau khi Trung Quốc bị đánh bại trong Chiến tranh Thanh-Nhật năm 1895, người dân đánh mất sự tin cậy vào Trung Hoa, và sự miễn cưỡng chống lại quá trình Nhật hóa dù là không biến mất nhưng đã trở nên yếu ớt hơn. Đàn ông và phụ nữ dần chấp nhận những cái tên theo kiểu Nhật Bản.

### Đài Loan
Đài Loan bị sáp nhập vào Đế quốc Nhật Bản năm 1895, là kết quả của cuộc chiến tranh Thanh-Nhật. Ban đầu, Đài Loan được cai trị như một thuộc địa. Vào năm 1936, sau khi Tổng đốc thứ 17 Seizō Kobayashi đặt chân đến hòn đảo thì có một sự thay đổi trong việc cai trị của Nhật Bản tại Đài Loan.
Kobayashi là Tổng đốc phi dân sự đầu tiên kể từ năm 1919. Ông đề xuất ba nguyên tắc cai trị mới: vận động Hoàng dân hóa (皇民化運動), công nghiệp hóa và lấy Đài Loan làm bàn đạp cho công cuộc mở rộng lãnh thổ xuống phương nam.
"Hoàng dân hóa" (Kōminka) theo nghĩa đen có nghĩa là "đưa mọi người trở thành thần dân của Thiên hoàng". Kế hoạch này tự nó có ba phần. Thứ nhất, đẩy mạnh việc dạy tiếng Nhật thay thế cho tiếng Phúc Kiến Đài Loan trong các trường học và cấm sử dụng tiếng Phúc Kiến Đài Loan trên báo chí. Thứ hai, thay thế tên tiếng Hán của người Đài Loan thành tên tiếng Nhật. Cuối cùng, bắt thần dân Đài Loan thực hiện nghĩa vụ quân sự để phục vụ trong Lục quân Đế quốc Nhật Bản và khích lệ, cổ vũ họ sẵn sàng hi sinh vì được phục vụ cho Thiên hoàng.

### Bán đảo Triều Tiên
Ở bán đảo Triều Tiên trong suốt thời kỳ Chiến tranh thế giới lần thứ 2, việc sử dụng chữ viết Triều Tiên trong các hoạt động giáo dục và xuất bản bị Đế quốc Nhật Bản ban hành lệnh cấm, nhưng nó không gây ra sự thay đổi đáng kể trong việc sử dụng tiếng Triều Tiên, thứ tiếng vẫn được nói rộng rãi xuyên suốt thời kỳ thuộc địa.